# アレン (テキサス州)
アレン（Allen）は、アメリカ合衆国テキサス州北部に位置する都市。ダラスの北約40km、コリン郡内に位置し、ダラス・フォートワース複合都市圏を構成する郊外都市の1つになっている。20世紀後半以降に大都市郊外の住宅地として成長してきた都市ではあるが、ハイテク企業を中心に様々な企業の本社や拠点が置かれており、近隣のプレイノ等と同様に、単なるベッドタウンではない、ダラス・フォートワース複合都市圏の経済を支える都市の1つとなっている。2020年国勢調査時点での人口は104,627人で、2010年時点の84,246人から24.2%増加し、市史上初めて10万人を突破、コリン郡ではプレイノ、フリスコ、郡庁所在地マッキニーに次いで第4位である。

## 歴史

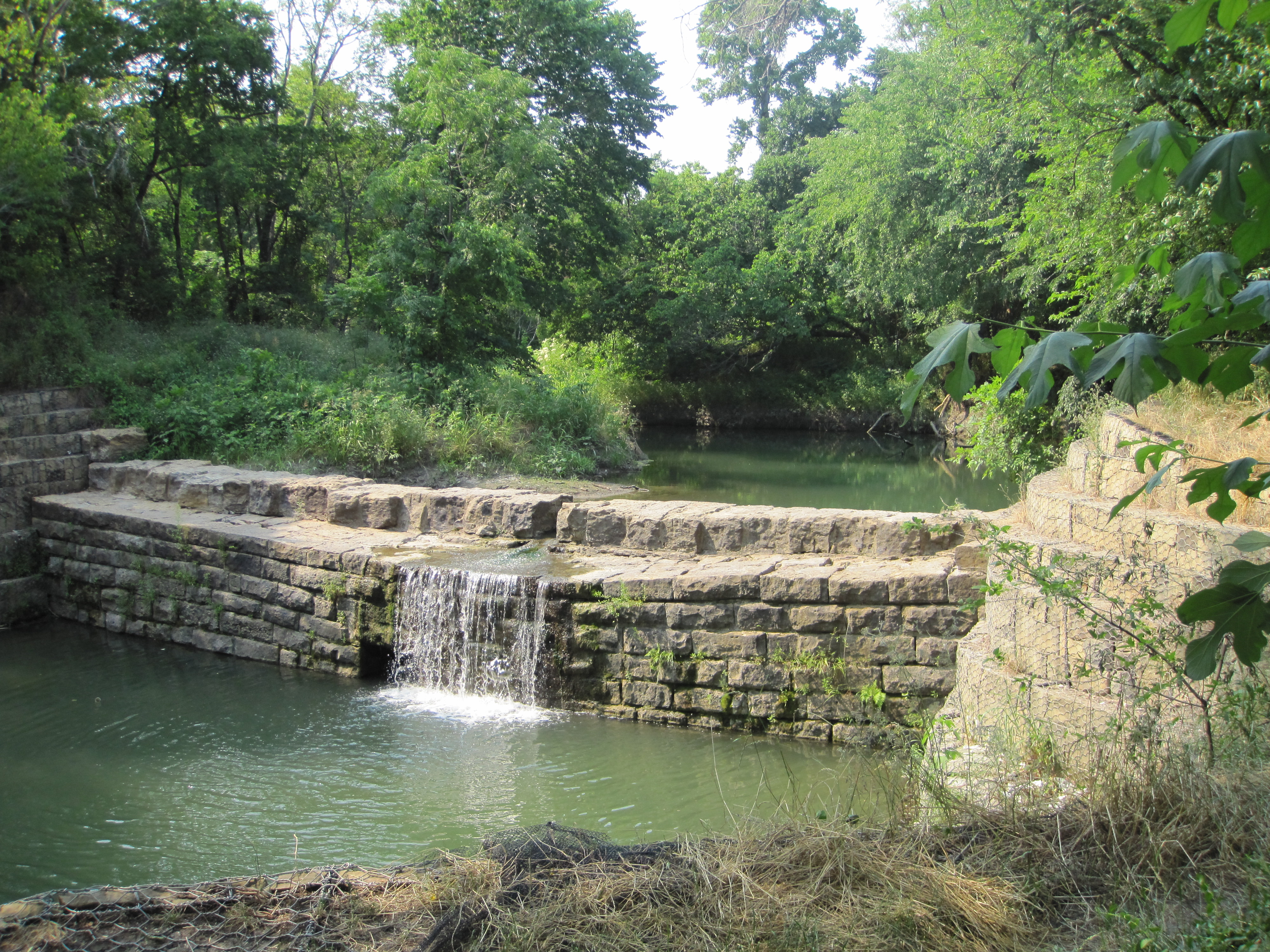
アレン・ウォーター・ステーション。2009年に国家歴史登録財に指定された。

今日のアレン市があるこの地には、ヨーロッパ人の子孫が入植する以前にはカド族やコマンチェ族などのネイティブ・アメリカンが住み着いていた。この地への入植は1840年代、ピーターズ植民地会社がこの地の土地を売り始めたことで始まった。1870年、ヒューストン・アンド・テキサス・セントラル鉄道はこの地の土地を購入して町を創設し、その翌々年、1872年に州の元司法長官で、鉄道のプロモーターであったエベニーザー・アレンにちなんでアレンと名付けられた。1874年には、ヒューストン・アンド・セントラル・テキサス鉄道がこの地のコットンウッド・クリークに石造のダムを築き、その人造湖をアレン・ウォーター・ステーションという同社の蒸気機関車の給水所とした。
1908年、デニソンとダラスを結ぶテキサス・トラクション会社のインターアーバンが開通した。この路線はアレンのバトラー・ドライブを通っていた。このインターアーバンは1948年まで運行された。1953年にアレンは市制を施行したが、その当時は人口わずか400人の小さな町であった。しかしその後、1960年にセントラル高速道路（国道75号線）が開通すると、アレンは急速に成長していくようになった。その後も、ダラス自体や近隣のプレイノの経済的発展や、ダラス・フォートワース国際空港の開港もあって、アレンは高い成長を遂げ続けた。2020年の国勢調査では人口104,627人を数え、市史上初めて、10年毎に行われる国勢調査結果に基づく公式数値として人口10万人を突破した。

## 地理
アレン市庁舎は北緯33度6分2秒 西経96度40分25秒 / 北緯33.10056度 西経96.67361度に位置している。市はテキサス州北部、ダラス・フォートワース複合都市圏北東部のコリン郡内にあり、プレイノの北東、フリスコの南東、マッキニーの南にそれぞれ隣接している。ダラスのダウンタウンからは北へ約40kmである。
アメリカ合衆国国勢調査局によると、アレン市は総面積68.60km2（26.49mi2）である。そのうち68.37km2（26.40mi2）が陸地で0.22km2（0.09mi2）が水域である。総面積の0.32%が水域となっている。
アレンを含むダラス・フォートワース複合都市圏の気候は、やや乾燥して暑い夏と温暖な冬に特徴付けられ、ケッペンの気候区分では温暖湿潤気候（Cfa）に属する。気候についての詳細は、ダラス・フォートワース複合都市圏#気候も参照のこと。

## 政治
アレンは1953年に市制を施行し、1979年1月29日に採択された市憲章の枠組の中でテキサス州法に基づいて統治される自治市となっている。市はシティー・マネージャー制を採っている。この制度は、選挙で選出された議員による代表制民主主義と、「行政のプロ」としての専門の訓練・教育を受け、市政府の日常業務を管理するシティー・マネージャーとを組み合わせたものとなっている。
市議会は市長および6人の議員から成っている。市をいくつかに分けた選挙区は無く、6人全員が全市から選出される。市議員の任期は3年で、毎年その1/3を改選する。市議会は戦略的な都市計画、予算の承認、市の政策の策定、市法となる条例の制定、およびゾーニング・都市開発の規定を行う、また、市議会は理事・委員を任命する。
テキサス州の大部分、そしてコリン郡の大部分と同様、アレンでは共和党が強い勢力を持っている。

## 経済
ダラス・フォートワース複合都市圏は全米でも、そして世界でも有数の経済の中心地であり、ダラス・フォートワース両市のみならず、アービングやプレイノ等の郊外都市にも大企業の本社が置かれていたりする（ダラス・フォートワース複合都市圏#経済も参照のこと）が、アレンもダラス・フォートワース複合都市圏の経済を支える存在となっている。ダラス・フォートワース複合都市圏自体が「シリコンプレーリー」と呼ばれる、ハイテク産業の集積度が高い地域であるが、アレンもその例に漏れず、ハイテク産業への集積度は全米平均を28%上回っている。アレンに本社を置くハイテク企業としては、eコマースのPFSウェブや光ケーブルのアンフェノール・ファイバー・システム・インターナショナルが挙げられる。加えて、ジャック・ヘンリー・アンド・アソシエイツ、フロンティア・コミュニケーションズ、ネットスカウトシステムズ、ウォッチガード・テクノロジー、マイクロン・テクノロジ等がアレンに拠点を置いている。2021年には、市南部のワターズ・クリーク地区で、ハイテク企業に特化した、4階建、床面積合計105,000平方フィート（9,755m2）のオフィスビル、アレン・テック・ハブが、翌2022年の供用開始を目指して着工した。
また、その他の産業では、エクスペリアン、クロフォード・アンド・カンパニー、アンドリューズ・ディストリビューティング、GCパッケージング、クレジット・ユニオン・オブ・テキサス、モンキースポーツ、JWニュートリショナル等が、アレンに本社もしくは拠点を置く企業として挙げられる。
ワターズ・クリーク地区には79,000平方フィート（7,339m2）および40,000平方フィート（3,716m2）の2つの大会議場を備えた、ワターズ・クリーク・コンベンション・センターも立地している。このコンベンション・センターはマリオットのホテルに併設されており、運営もマリオットが行っている。マリオットのほかにも、アレンにはハイアットやヒルトン等のホテルが主にセントラル高速道路沿いに建ち、ビジネス客を主な対象として営業している。

## 交通
アレンを含むダラス・フォートワース複合都市圏の第1空港は、ダラスとフォートワースのほぼ中間に立地するダラス・フォートワース国際空港（IATA: DFW）で、アレンからは南西へ約40kmである。同空港はアメリカン航空最大のハブ空港で、同社の便を中心に合衆国内外から多数の直行便が就航している。第2空港であるダラス・ラブフィールド空港（IATA: DAL）はダラスのダウンタウンから北西へ約9km、アレンからは南南西へ約35kmで、こちらのほうがやや近い。同空港はサウスウエスト航空の拠点空港となっている。
アレン市域内には州間高速道路は通っていないが、市域中央部を南北に、市庁舎のすぐ西側も通る国道75号線がセントラル高速道路と呼ばれる高速道路になっており、ダラスのダウンタウンへと通じている。また、市の北西端、マッキニーとの市境を通る州道121号線は、サム・レイバーン有料道路という高速道路になっており、ダラス・フォートワース国際空港へ通じている。
ダラス高速運輸公社（Dallas Area Rapid Transit、DART）のライトレール、路線バスのいずれも、同社の加盟自治体ではないアレン市内には乗り入れていない。DARTに加盟するためには市の消費税のうち1%分をDARTに支払う必要があり、それをやるとアレン経済開発公社（Allen Economic Development Corporation、AEDC）に充てている0.5%分、およびアレン・コミュニティ開発公社（Allen Community Development Corporation、ACDC）に充てている0.5%分を犠牲にすることになる。こうした財政上の事情から、アレンを通る国道75号線沿いのルートには十分な利用客が見込まれながらも、プレイノ市北東部に立地する、レッドラインおよびオレンジラインの北の起点/終点となっているパーカー・ロード駅からさらに北へライトレールを延伸し、アレン市内へ乗り入れる見通しは立っていない。
DARTとは別に、シャーマンに本部を置くテキソマ地域パラトランジットシステム（Texoma Area Paratransit System、TAPS）は、アレン市内2ヶ所をハブとして、国道75号線のすぐ東側およびすぐ西側に、それぞれ#301、#302の2系統の路線バスを走らせている。加えて、TAPSはアレン・エクスプレスという、市内2ヶ所のハブと前述のDARTパーカー・ロード駅とを、国道75号線経由、ノンストップで結ぶ急行バスも運行している。

## 教育

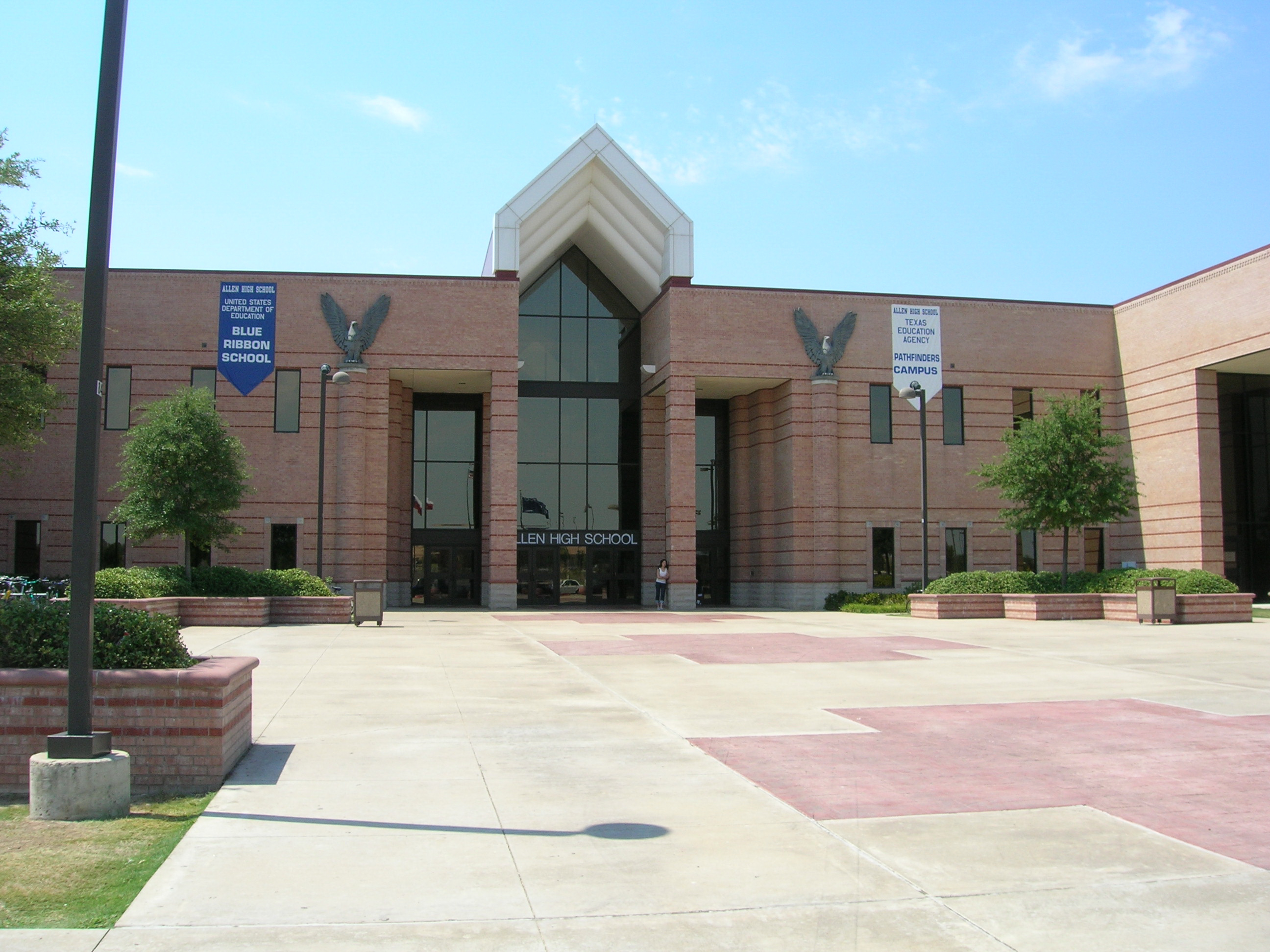
アレン高校

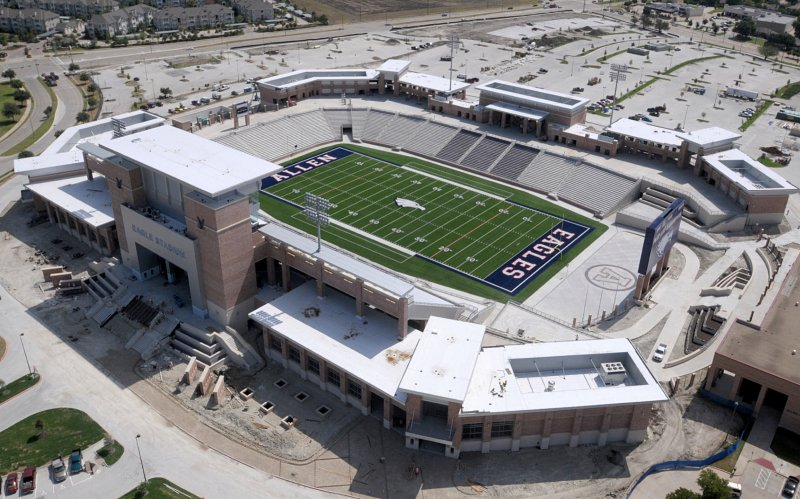
アレン高校のイーグル・スタジアム

アレンにおけるK-12過程はアレン独立学区の管轄下にある公立学校によって主に支えられている。同学区は小学校（就学前・幼稚園・1-6年生）18校、中学校（7-8年生）3校、高校（9-12年生）1校（アレン高校）、および2019年に開校した小中高一貫のSTEAM教育校を有し、約21,000人の児童・生徒を抱えている。なお、アレン高校の9年生は、同学区で9年生対象のカウンセラーを務めたベッキー・ロウェリーの名を冠した、ロウェリー・フレッシュマン・センターという、10-12年生とは別の校舎に通う。
アレン唯一の公立図書館であるアレン公共図書館は市庁舎の北約500m、アレン高校の南西約1kmに立地している。同館は1967年に設立され、人口の急増に伴ってより広い建物へと移転を繰り返した。現在の図書館は2005年に建てられた5代目のものである。

## 文化と名所

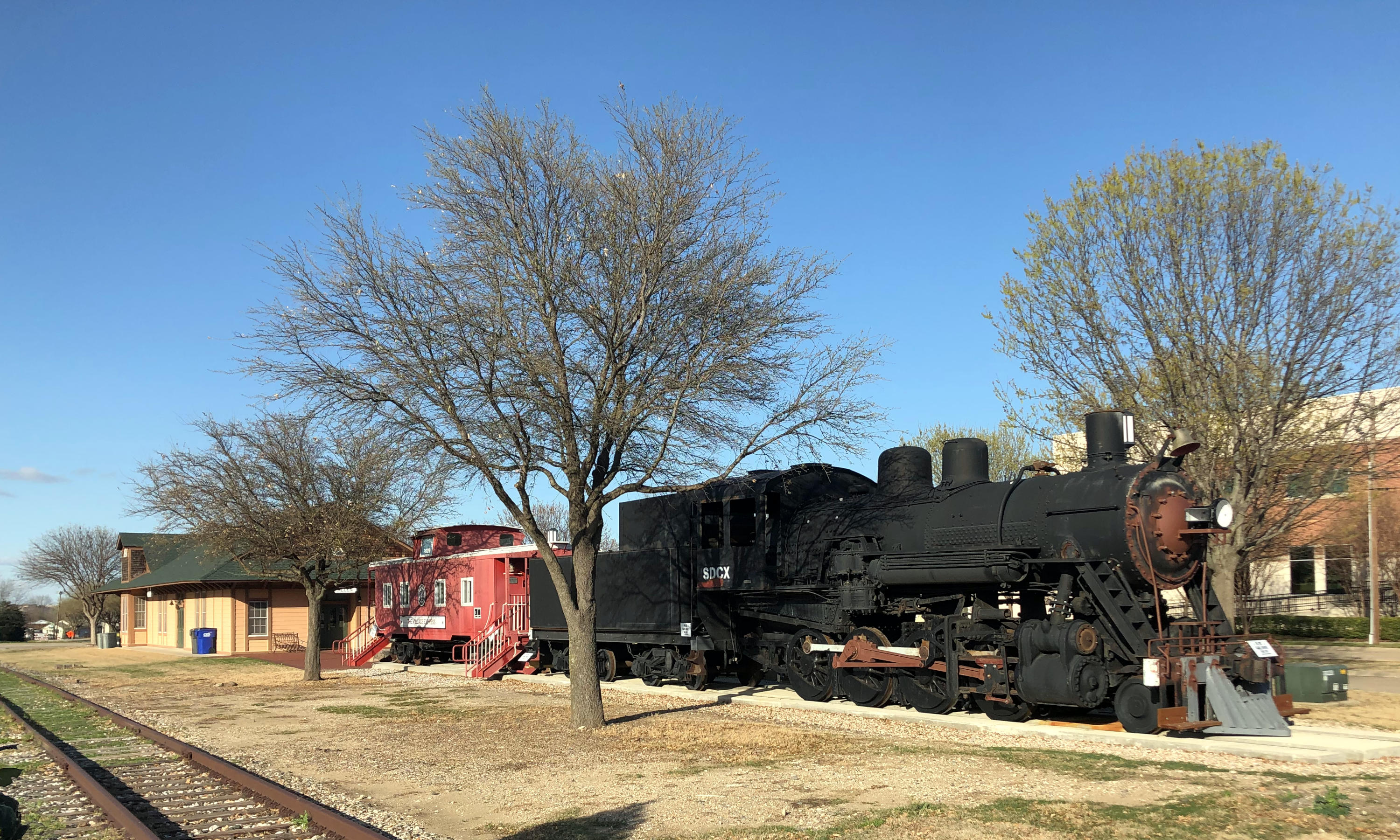
旧アレン駅舎（現アレン・ヘリテージ・センター）とレイク・スペリオル・アンド・イシュプミング鉄道の蒸気機関車

市中央部、市庁舎の北東約300mには、ヒューストン・アンド・テキサス・セントラル鉄道の旧アレン駅舎を転用したアレン・ヘリテージ・センターが立地している。同館はアレン・ヘリテージ・ギルドがアレンの歴史に関する事物を収蔵する倉庫として維持しており、月2回、第2・第4土曜日に一般公開されている。また、同館の脇にはミシガン州アッパー半島のレイク・スペリオル・アンド・イシュプミング鉄道で1910年代に使われていた蒸気機関車が静態保存されている。このアレン・ヘリテージ・センターの北東約300m、アレン高校のすぐ南西、アレン・タウン・センターのすぐ北西、アレン・ステーション・パークの南端には、アレン市当局とアレン・ヘリテージ・ギルドが協働で、改修した教会を中心に、市内最古の家屋いくつかを保存し、野外博物館とした、アレン・ヘリテージ・ビレッジが立地している。

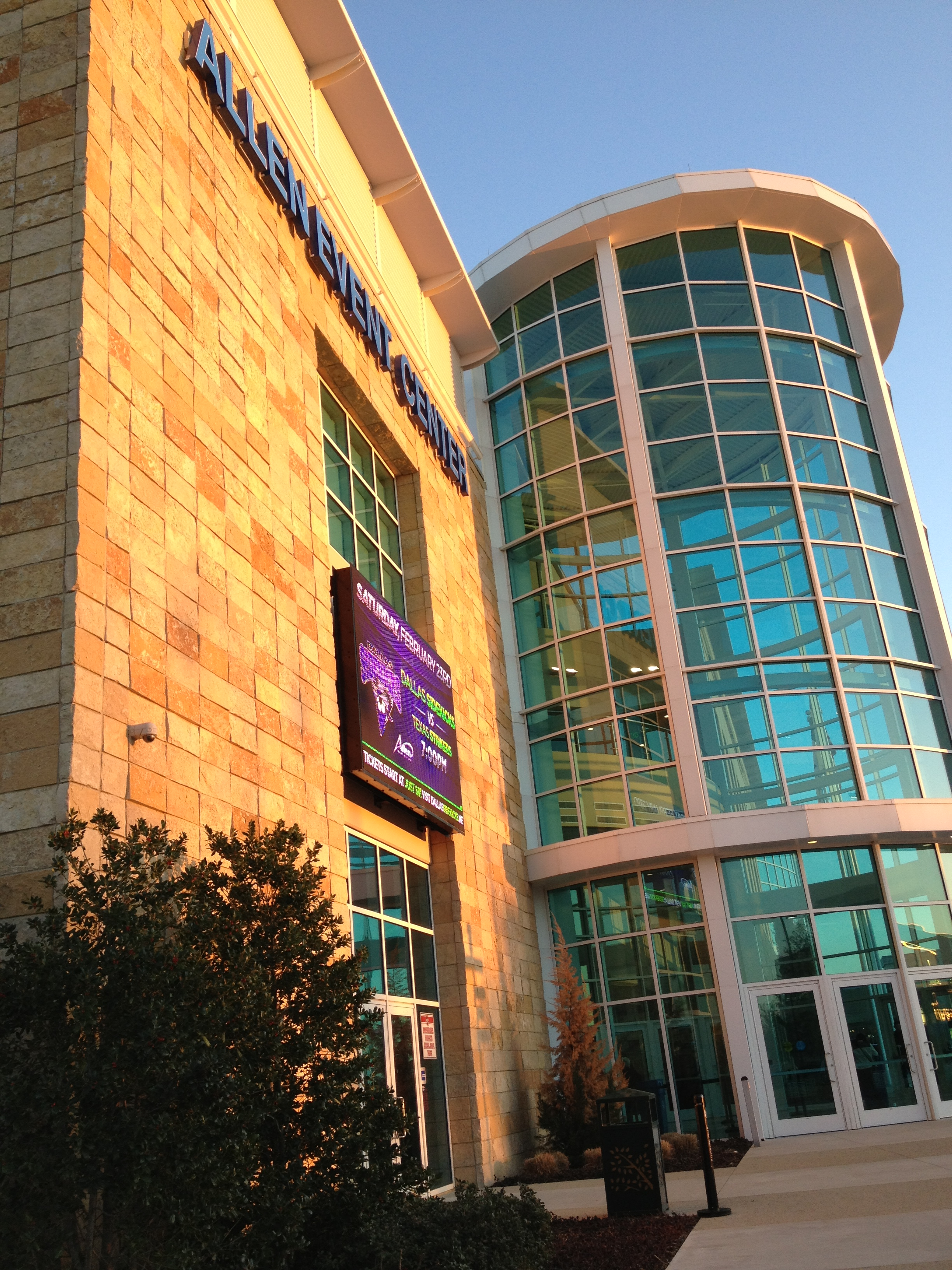
クレジット・ユニオン・オブ・テキサス・イベント・センター

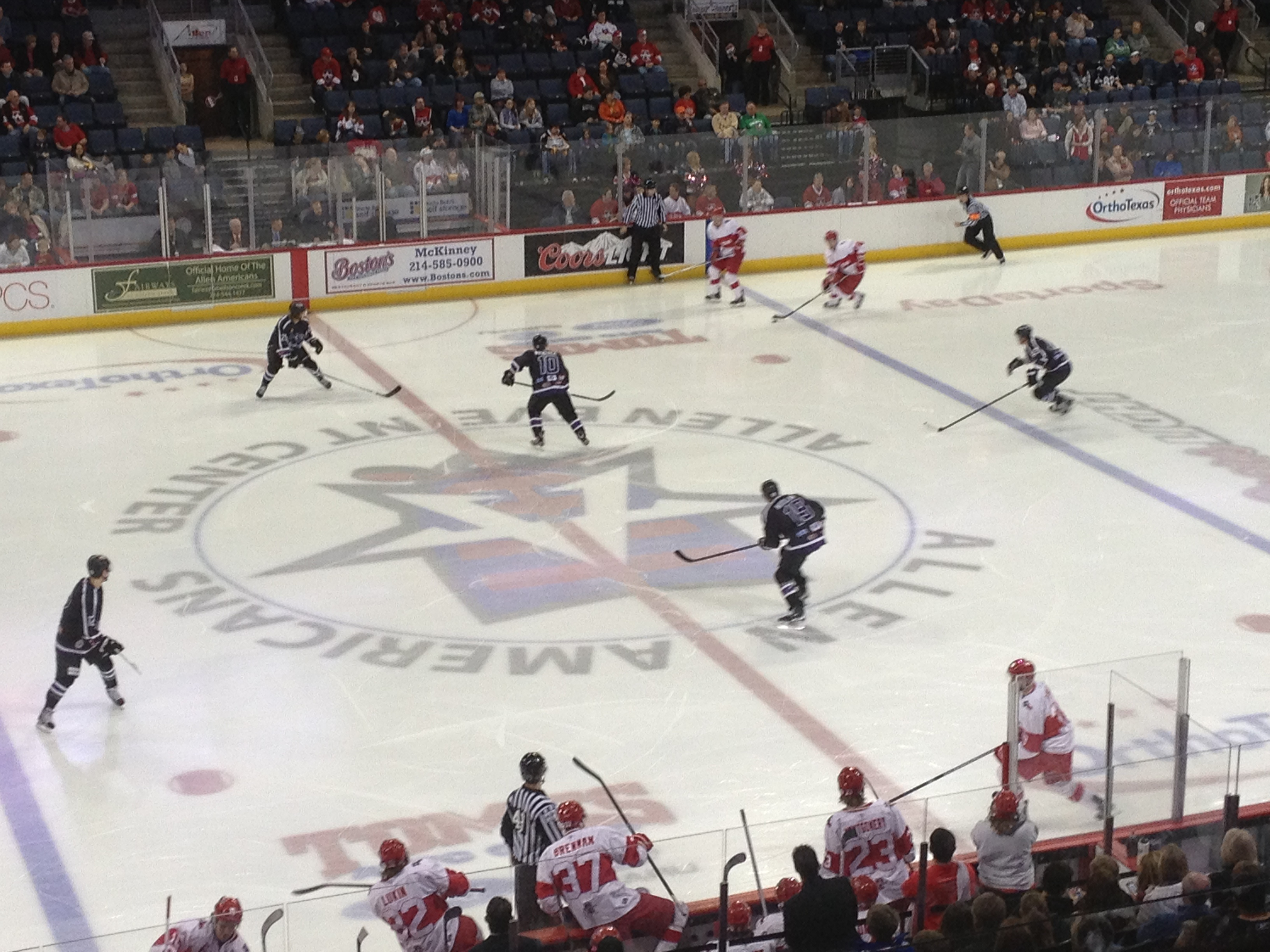
アレン・アメリカンズのホームの試合

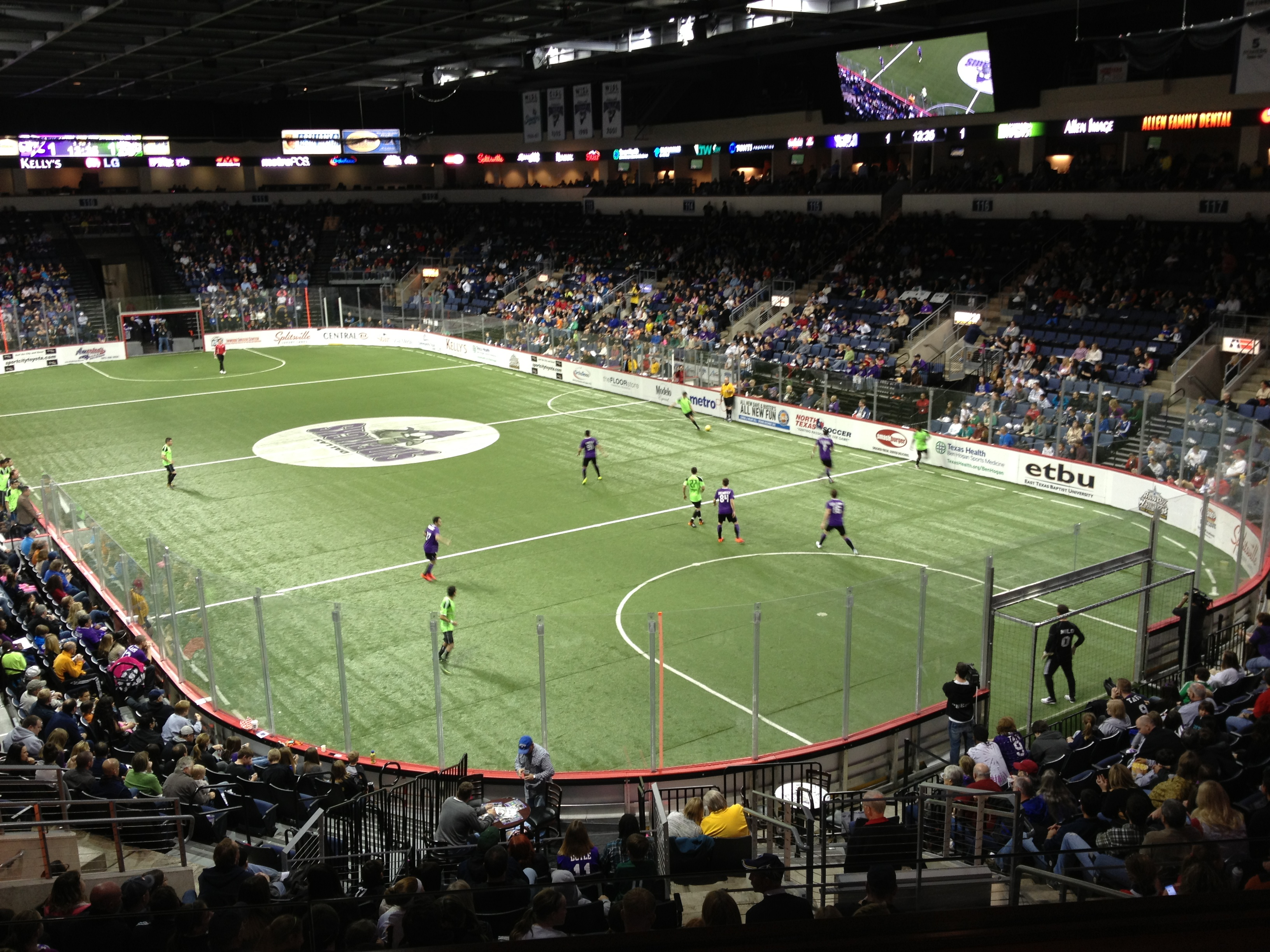
ダラス・サイドキックスのホームの試合

ダラス・フォートワース複合都市圏を中心に、ヒューストン都市圏やラボック、さらにはテキサス州外でもコロラド州やミズーリ州セントルイス、オレゴン州ポートランドで子供向けの博物館を運営するプレイ・ストリート・ミュージアムは、市北部、ステイシー・ロードとワターズ・ロードの北東角にアレン館を置いている。アレン館は同チェーン唯一の、「オン・ザ・ゴー」（On the Go）という、触れて学ぶ展示物や遊びを通じて世界を「発見」する博物館となっている。また、市南部のワターズ・クリーク・アット・モントゴメリー・ファームというショッピングモール内には、スウィート・トゥース・ホテルという、ファイバー・アートなどの現代美術に特化した美術館が立地している。
市北部、ステイシー・ロードがセントラル高速道路の下をくぐるガードの南東角にあるショッピングモール、ザ・ビレッジ・アット・アレン内には市営のクレジット・ユニオン・オブ・テキサス・イベント・センターが立地している。この多目的アリーナは2009年にアレン・イベント・センターという名で建てられたもので、アイスホッケーの試合では6,200席、コンサート等のイベントでは7,700-8,100席を設けることができる。このアリーナはアイスホッケーのアレン・アメリカンズ（ECHL西カンファレンス中部地区）、およびインドアサッカーのダラス・サイドキックス（MASL中部地区）が本拠地としている。2021年、地元信用組合のクレジット・ユニオン・オブ・テキサスが7年契約でこのアリーナの命名権を獲得した。
市中央部、アレン高校の西、コットンウッド・クリーク沿いに広がるアレン・ステーション・パークや市東端のセレブレーション・パークなど、アレン市内には大小66の公園およびレクリエーション施設があり、その総面積は1,364エーカー（552ha）にのぼる。また、市内には総延長78.69マイル（126.64km）にのぼる遊歩道も整備されている。アレン・ステーション・パークは野球場・ソフトボール場を有するほか、園北端にはアレン・ウォーター・ステーションの石造ダムが保存され、また園南端にはジ・エッジ（The Edge）という、スケートパーク、ローラーホッケーリンク2面、BMXトラック、およびビジターセンターを有する施設が立地している。セレブレーション・パークは、2003年にアレン市制50周年を記念して造られたものである。同園は野球場・ソフトボール場、バスケットボールコート、テニスコート、サッカーのフィールドといった、各種スポーツ施設を揃えている。また、夏季には子供が水遊びのできる噴水広場も開かれる。
また、前述のクレジット・ユニオン・オブ・テキサス・イベント・センターの隣には、市営のアレン・コミュニティ・アイス・リンクもある。

## 人口推移
以下にアレン市における1960年から2020年までの人口推移をグラフおよび表で示す。ダラス・フォートワース・アーリントン都市圏、およびダラス・フォートワース広域都市圏全体については、ダラス・フォートワース複合都市圏を参照のこと。
| 統計年 | 人口      |
| ------ | --------- |
| 1960年 | 659人     |
| 1970年 | 1,940人   |
| 1980年 | 8,314人   |
| 1990年 | 18,309人  |
| 2000年 | 43,554人  |
| 2010年 | 84,246人  |
| 2020年 | 104,627人 |

## 註
1. 1 2 3 4 5 6 7 8  About Allen. City of Allen. 2021年12月24日閲覧.
2. 1 2 3 4 5 6 7 8  Allen History. Allen Heritage Guild. 2021年12月24日閲覧.
3. 1 2  QuickFacts: Allen  city, Texas. U.S. Census Bureau. 2020年.
4. ↑  TEXAS - Collin County. National Register of Historic Places. 2021年12月24日閲覧.
5. 1 2 3 4  Minor, David. Allen, TX. Handbook of Texas. Texas State Historical Association. 2018年9月18日. 2021年12月24日閲覧.
6. ↑  Allen's History. Allen Convention and Visitors Bureau. 2021年12月24日閲覧.
7. 1 2  City Council. City of Allen. 2021年12月25日閲覧.
8. 1 2  Hawkins, Lauren. Allen Tech Hub Among City's 2 Million Square Feet of New Commercial Development. Dallas Innovatives. 2020年8月26日. 2021年12月30日閲覧.
9. 1 2  IT業界はアレン市に集まる？！IT特価（ママ）したオフィス建設など. DALLAS NEWS. Gephyro Consulting. 2020年9月17日. 2021年12月30日閲覧.
10. 1 2  Key Industries and Employers. Allen Economic Development Corporation. 2021年12月30日閲覧.
11. ↑  Developments. Allen Economic Development Corporation. 2021年12月30日閲覧.
12. ↑  Marriott Dallas Allen Hotel & Convention Center. Allen Convention and Visitors Bureau. 2021年12月30日閲覧.
13. ↑  Hotels. Allen Convention and Visitors Bureau. 2021年12月30日閲覧.
14. ↑  Dallas Love Fld. Airport Master Record. Federal Aviation Administration. 2021年12月2日. 2021年12月27日閲覧.
15. ↑  DART Rail Service. City of Allen. 2021年12月27日閲覧.
16. ↑  Allen Texas Route Map. TAPS Public Transit. 2021年12月27日閲覧.
17. ↑  About Us. Allen Independent School District. 2021年12月27日閲覧.
18. ↑  Allen Independent School District. U.S. News & World Report. 2021年12月27日閲覧.
19. ↑  Namesake Becky Lowery. Lowery Freshman Center, Allen Independent School District. 2021年12月27日閲覧.
20. ↑  About the Library. Allen Public Library. 2021年12月27日閲覧.
21. ↑  Allen Depot. Allen Heritage Guild. 2021年12月29日閲覧.
22. ↑  McGathey, Liz. Allen to get its locomotive at last. Allen American. Star Local Media. 2020年7月15日. 2021年12月29日閲覧.
23. ↑  Allen Heritage Village. Allen Herigate Guild. 2021年12月29日閲覧.
24. ↑  All Locations. Play Street Museum. 2021年12月29日閲覧.
25. ↑  Allen, Texas. Play Street Museum. 2021年12月29日閲覧.
26. ↑  Exhibit. Sweet Tooth Hotel. 2021年12月29日閲覧.
27. ↑  Hageland, Kevin. There is no S in Allen Event Center. Star Local Media. 2009年11月5日. 2021年12月29日閲覧
28. ↑  About the Arena. Credit Union of Texas Event Center. 2021年12月29日閲覧.
29. ↑  Gravley, Garrett. Allen Event Center to change its name to "Credit Union of Texas Arena" following Allen City Council vote. Allen American. Star Local Media. 2021年7月13日. 2021年12月29日閲覧.
30. ↑  About Us, Parks and Trails, Parks & Trails Map. Department of Parks and Recreation, City of Allen. 2021年12月29日閲覧.
31. ↑  Allen Station Park. Department of Parks and Recreation, City of Allen. 2021年12月29日閲覧.
32. ↑  Celebration Park. Department of Parks and Recreation, City of Allen. 2021年12月29日閲覧.
33. ↑  Allen Community Ice Rink. Department of Parks and Recreation, City of Allen. 2021年12月29日閲覧.